# Miguel Green
Michael H. Green, más conocido como Miguel Green fue un británico fundador, futbolista y directivo de Rosario Central. En las canchas se desempeñaba como delantero. Su hermano Danny Green también fue futbolista del club.

## Carrera como futbolista
Desempeñándose como puntero, especialmente por el sector derecho, Green formó parte del primer equipo que alistó Rosario Central en mayo de 1890, en un encuentro disputado ante los marineros de un barco británico que había llegado al puerto de Rosario, llamado "Beagle". El encuentro terminó 1 a 1, y en la revancha jugada unos días después venció el incipiente once canalla por 2 a 1. Fue acompañado en la línea ofensiva por Mc Lean, Muskett, Mac Intock y Henry Hooper (hijo de otro fundador del club, Thomas Hooper).
Asimismo jugó los primeros encuentros oficiales del club a partir de 1903. Su récord en estas competiciones es de 8 partidos jugados y 3 goles anotados (estos números pueden ser mayores, al no existir datos completos de aquella primera época del fútbol en la ciudad de Rosario. Los tres goles de los que se tienen registro los marcó en el encuentro del 23 de julio de 1905 ante Reformers de Campana, válido por los cuartos de final de la Copa de Honor "Municipalidad de la Ciudad de Buenos Aires" y que finalizó 9-0 a favor del cuadro rosarino.

## Labor como fundador y dirigente

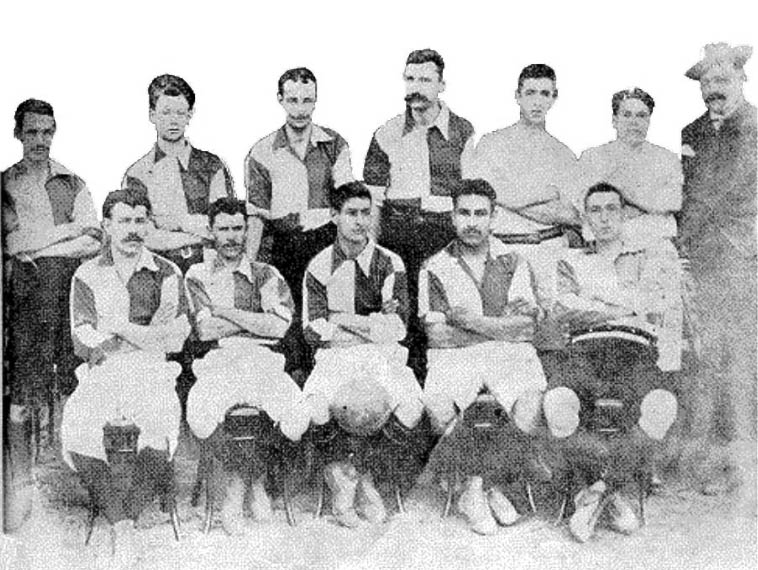
Rosario Central en 1903. Parados: Kellard, Darch, Welk, Nissen, Thompset, Canton; sentados: Stidock, Westel, Postel, Zenón Díaz, Green.

Green había llegado desde el Viejo Continente a la Argentina para trabajar en el Ferrocarril Central Argentino; una vez instalado en Rosario junto a otros trabajadores, integra la asamblea que creó el club, un 24 de diciembre de 1889, en un café sito en la avenida Alberdi. 
En 1903 fue el principal promotor de que el club abriera la conscripción de socios a toda la ciudadanía; tras la llegada al Ferrocarril Central Argentino de obreros provenientes de las ciudades de San Martín y Campana (localidades de la provincia de Buenos Aires), los criollos fueron ganando lugar en la institución; Green, consciente de la posibilidad de masificar el fútbol y popularizar al club concibió esta idea. Además concilió las diferencias entre quienes deseaban castellanizar el nombre del club y quienes querían mantenerlo tal como estaba (Central Argentine), surgiendo el nombre definitivo de Rosario Central, aportando también los colores actuales, azul y amarillo oro.
En 1905 fue designado como primer tesorero de la Liga Rosarina de Football. Durante 1909 ejerció el cargo de presidente en Rosario Central.
Se le otorga el crédito junto a R. M. Jackson de haber sido el descubridor de Zenón Díaz, primer jugador criollo y destacado con el que contó la institución de Arroyito.

## Clubes
| Club            | País      | Año       |
| --------------- | --------- | --------- |
| Rosario Central | Argentina | 1890-1906 |